# Brookside (opera mydlana)
Brookside – brytyjska opera mydlana, emitowana w latach 1982-2003. Z powodu niskiej oglądalności została zdjęta z anteny po ponad 20 latach emisji. Była emitowana na Channel 4.
Serial liczy 2915 odcinków.

## Oglądalność
Serial był popularny w latach 80. i na początku lat 90. Wraz z przyjściem roku 2000 oglądalność zaczęła gwałtownie spadać. W 2002 roku serial oglądał tylko 1 milion widzów. W 2003 roku przeniesiono go na późne godziny wieczorne. Aby zdobyć widzów zaczęto w nim stosować wulgarne słownictwo, występowało dużo przemocy oraz temat narkotyków. Nie podniosło to jednak oglądalności, a po raz kolejny ją obniżyło. Widownia zaczęła sięgać jedynie 500 tysięcy widzów.
Ostatni odcinek obejrzały blisko 2 mln osób.